# دانيال فيوكس
دانيال فيوكس (بالإنجليزية: Daniel Fuchs)‏‏ (25 يونيو 1909 في نيويورك - 26 يوليو 1993 في لوس أنجلوس) كاتب سيناريو، وروائي، وكاتب مقالات، وكاتب من الولايات المتحدة.

## الجوائز
- جائزة الأوسكار لأفضل قصة  [لغات أخرى]‏

## روابط خارجية
- دانيال فيوكس على موقع IMDb (الإنجليزية)
- دانيال فيوكس على موقع ألو سيني (الفرنسية)
- دانيال فيوكس على موقع أول موفي (الإنجليزية)
- دانيال فيوكس على موقع قاعدة بيانات الأفلام السويدية (السويدية)
- دانيال فيوكس على موقع قاعدة بيانات الفيلم (الإنجليزية)
- دانيال فيوكس على موقع كينوبويسك (الروسية)